# Дачесс
Дачесс (англ. Duchess) — село в Канаді, у провінції Альберта, у складі муніципального району Ньювелл.

## Населення
За даними перепису 2016 року, село нараховувало 1085 осіб, показавши зростання на 9,4%, порівняно з 2011-м роком. Середня густина населення становила 553,4 осіб/км².
З офіційних мов обидвома одночасно володіли 20 жителів, тільки англійською — 1 060. Усього 110 осіб вважали рідною мовою не одну з офіційних.
Працездатне населення становило 565 осіб (72,9% усього населення), рівень безробіття — 13,3% (18,5% серед чоловіків та 8,5% серед жінок). 85% осіб були найманими працівниками, а 15% — самозайнятими.
Середній дохід на особу становив $53 265 (медіана $43 840), при цьому для чоловіків — $69 031, а для жінок $35 740 (медіани — $64 896 та $30 272 відповідно).
35,5% мешканців мали закінчену шкільну освіту, не мали закінченої шкільної освіти — 24,5%, 39,4% мали післяшкільну освіту, з яких 19,7% мали диплом бакалавра, або вищий.
| Статево-вікова структура населення | Статево-вікова структура населення | Статево-вікова структура населення | Статево-вікова структура населення | Статево-вікова структура населення |
| ---------------------------------- | ---------------------------------- | ---------------------------------- | ---------------------------------- | ---------------------------------- |
|                                    |                                    |                                    |                                    |                                    |
| Всього                             | Всього                             | 50,7%49,3%                         |                                    |                                    |
| 0 — 14 років                       | 0 — 14 років                       |                                    | 27,2%                              | 27,2%                              |
| 15 — 64 років                      | 15 — 64 років                      |                                    | 65,9%                              | 65,9%                              |
| 65 і більше                        | 65 і більше                        |                                    | 6,9%                               | 6,9%                               |
| Середній вік (років)               | Середній вік (років)               | 32,432,8                           | 32,6                               | 32,6                               |
| Медіана (років)                    | Медіана (років)                    | 32,233,1                           | 32,6                               | 32,6                               |
| — чоловіки — жінки                 |                                    |                                    |                                    |                                    |

| Походження мешканців:     | Походження мешканців:     | Походження мешканців: | Походження мешканців: | Походження мешканців: |
| ------------------------- | ------------------------- | --------------------- | --------------------- | --------------------- |
| Походження                |                           |                       | осіб                  | %                     |
| Корінні американці        | Корінні американці        |                       | 40                    | 3.69%                 |
| Інше північноамериканське | Інше північноамериканське |                       | 390                   | 35.94%                |
| Європейське               | Європейське               |                       | 895                   | 82.49%                |
| британське                | британське                |                       | 575                   | 53%                   |
| французьке                | французьке                |                       | 65                    | 5.99%                 |
| українське                | українське                |                       | 40                    | 3.69%                 |
| Латинськоамериканське     | Латинськоамериканське     |                       | 15                    | 1.38%                 |
| Азійське                  | Азійське                  |                       | 35                    | 3.23%                 |

| Зайнятість населення за галузями (за класифікацією NOC): | Зайнятість населення за галузями (за класифікацією NOC): | Зайнятість населення за галузями (за класифікацією NOC): | Зайнятість населення за галузями (за класифікацією NOC): | Зайнятість населення за галузями (за класифікацією NOC): |
| -------------------------------------------------------- | -------------------------------------------------------- | -------------------------------------------------------- | -------------------------------------------------------- | -------------------------------------------------------- |
|                                                          |                                                          |                                                          |                                                          |                                                          |
| Управління                                               | Управління                                               |                                                          | 9,7%                                                     | 9,7%                                                     |
| Бізнес, фінанси та адміністрування                       | Бізнес, фінанси та адміністрування                       |                                                          | 15%                                                      | 15%                                                      |
| Природничі та прикладні науки                            | Природничі та прикладні науки                            |                                                          | 2,7%                                                     | 2,7%                                                     |
| Охорона здоров'я                                         | Охорона здоров'я                                         |                                                          | 5,3%                                                     | 5,3%                                                     |
| Освіта, правозахист, муніципальні та урядові служби      | Освіта, правозахист, муніципальні та урядові служби      |                                                          | 2,7%                                                     | 2,7%                                                     |
| Мистецтво, культура, відпочинок та спорт                 | Мистецтво, культура, відпочинок та спорт                 |                                                          | 1,8%                                                     | 1,8%                                                     |
| Роздрібна торгівля та послуги                            | Роздрібна торгівля та послуги                            |                                                          | 17,7%                                                    | 17,7%                                                    |
| Гуртова торгівля, транспорт та обладнання                | Гуртова торгівля, транспорт та обладнання                |                                                          | 28,3%                                                    | 28,3%                                                    |
| Природні ресурси, сільське господарство                  | Природні ресурси, сільське господарство                  |                                                          | 9,7%                                                     | 9,7%                                                     |
| Виробництво                                              | Виробництво                                              |                                                          | 7,1%                                                     | 7,1%                                                     |

## Клімат
Середня річна температура становить 4,3°C, середня максимальна – 23,8°C, а середня мінімальна – -18,3°C. Середня річна кількість опадів – 330 мм.
| Клімат поселення                              | Клімат поселення | Клімат поселення | Клімат поселення | Клімат поселення | Клімат поселення | Клімат поселення | Клімат поселення | Клімат поселення | Клімат поселення | Клімат поселення | Клімат поселення | Клімат поселення | Клімат поселення |
| Показник                                      | Січ.             | Лют.             | Бер.             | Квіт.            | Трав.            | Черв.            | Лип.             | Серп.            | Вер.             | Жовт.            | Лист.            | Груд.            |                  |
| Середній максимум, °C                         | −4,6             | −1,21            | 4,80             | 12,26            | 18,18            | 22,32            | 23,76            | 23,20            | 17,80            | 11,79            | 2,60             | −3,23            |                  |
| Середня температура, °C                       | −11,47           | −8,04            | −2,07            | 5,40             | 11,33            | 15,45            | 17,93            | 17,36            | 11,99            | 5,90             | −3,2             | −9,1             |                  |
| Середній мінімум, °C                          | −18,31           | −14,89           | −8,92            | −1,44            | 4,49             | 8,60             | 12,11            | 11,53            | 6,13             | 0,10             | −9,09            | −14,9            |                  |
| Норма опадів, мм                              | 15               | 10               | 17               | 25               | 39               | 66               | 40               | 37               | 36               | 15               | 15               | 15               |                  |
| Середньомісячна швидкість вітру, м/с          | 4.50             | 4.30             | 4.60             | 4.69             | 4.50             | 4.10             | 3.70             | 3.60             | 3.90             | 4.50             | 4.70             | 4.60             |                  |
| Середньомісячна сонячна радіація, кДж/м²·день | 4315             | 7856             | 13021            | 17509            | 21191            | 22571            | 23591            | 20022            | 14053            | 8591             | 4640             | 3318             |                  |
| --------------------------------------------- | ---------------- | ---------------- | ---------------- | ---------------- | ---------------- | ---------------- | ---------------- | ---------------- | ---------------- | ---------------- | ---------------- | ---------------- | ---------------- |
| Джерело:                                      |                  |                  |                  |                  |                  |                  |                  |                  |                  |                  |                  |                  |                  |